# Pseudo-Symeon
Pseudo-Symeon (zm. po 963) – mnich bizantyński, redaktor jednej z wersji Kroniki powszechnej.
Pseudo-Symeon był mnichem żyjącym w X wieku. O jego życiu nic nie wiadomo. Przez dłuższy czas sądzono, że wersja Kroniki powszechnej doprowadzona do 963 roku jest dziełem pierwotnego redaktora kronik Symeona Logotety i Magistra. Obecnie przyjmuje się, że zarówno pierwsza część Kroniki, obejmująca okres do 813 roku, oparta na redakcji Symeona Logotety, jak i część druga, samodzielna, doprowadzona do roku 963, są dziełem innego redaktora, którego w literaturze określa się, w odróżnieniu od Symeona Logotety, jako Pseudo-Symeona. Pseudo-Symeon dodatkowo w swojej redakcji wykorzystał wersję B Kontynuacji Jerzego. Fakt, że doprowadził swoje dzieło do roku 963, każe przypuszczać, że zmarł po tej dacie.